# Schizomus vittatus
Schizomus vittatus är en spindeldjursart som beskrevs av Cook 1899. Schizomus vittatus ingår i släktet Schizomus och familjen Hubbardiidae. Inga underarter finns listade i Catalogue of Life.